# 존 스미스 (탐험가)

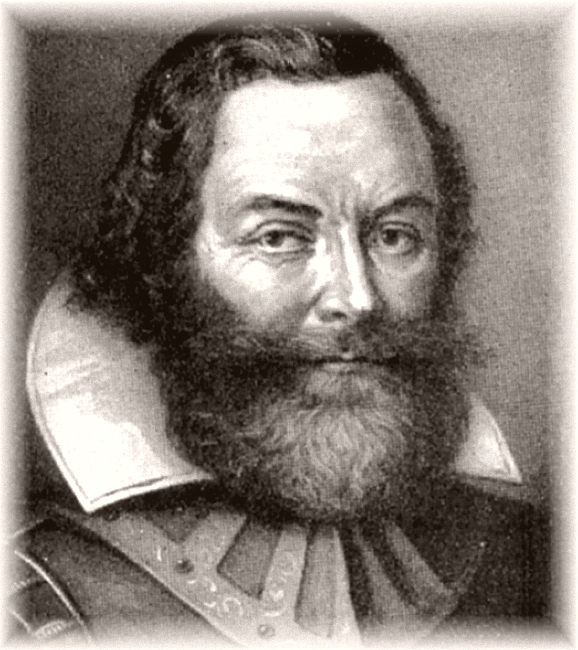
존 스미스 선장

존 스미스(John Smith, 1580년 - 1631년 6월 21일)는 영국의 군인, 선원 및 작가이다. 현재 미국 버지니아주 윌리엄스버그 시내에 북미에서는 최초의 영국 식민지가 된 제임스타운을 건설했다. 스미스는 미국 원주민인 포우하탄 부족 포우하탄 추장과 언쟁을 하였고, 추장의 딸 포카혼타스와 단기간이지만 교류가 있었던 것으로 알려져 있다. 스미스는 1607년부터 1609년까지, 제임스타운을 본거지로 하는 버지니아 식민지의 지도자였으며, 버지니아 많은 강과 체사피크 만을 탐사했다.
스미스가 쓴 책은 그 업적만큼이나 중요했다. 영국의 많은 남녀가 스미스 개척한 길을 따라 새로운 세계에 개척자가 되었다. 스미스는 미국 북동부도 탐사했고 그 지역에 뉴잉글랜드라는 이름을 붙인 것으로 알려져 있다. 당시 스미스는 "여기라면 누구나 자신이 생각하는 바에 따라 일하고 토지의 소유자가 될 수 ... 만일 일손 밖에 없다 해도, ... 근면하게 일하면 바로 부자가"라고 말해서 사람들을 격려했다. 이것이 강력한 메시지가 되어 이후 4세기 동안 수백만의 사람들을 이 지역으로 끌어오게 되었다.

## 생애

### 초기 모험
존 스미스는 1580년 1월 6일 영국 링컨셔주 앨포드 마을 근처 윌로비에서 세례를 받았다. 스미스의 부모님은 그곳에서 윌로비 경의 소작농이었다. 1592년에서 1595년까지 스미스는 로우쓰에 있는 에드워드 4세 문법학교에서 교육을 받았다. 스미스는 아버지의 사후 16세의 나이에 집을 떠나 선원이 되었다.
스미스는 프랑스 국왕 앙리 4세가 스페인과 싸울 때 스페인 국왕 필립 2세에게서 독립하려는 네덜란드를 위해 싸웠고, 다음에는 지중해로 갔다. 그곳에서 그는 무역과 해적질을 동시에 수행하며, 나중에는 장기전 (오스만 전쟁)에서 오스만 제국과도 싸웠다. 1600년에서 1601년에는 왈라키아 공국(지금의 루마니아)의 왕자 마이클 더 브레이브가 군대를 일으켰을 때, 헝가리 왕국의 합스부르크 왕가의 편에서 전투를 통해 대위로 승진했다. 마이클 더 브레이브의 사후에 왈라키아의 라두 세르반의 편에 서서 오토만 공국인 레레미아 모비야와 싸웠다.
스미스가 포로가 되기 전에, 오스만 제국의 터키인 지휘관과 세 번의 결투를 수행하여 세 번 모두 상대를 죽인 것으로 유명했다. 이 공으로 인해 스미스는 트란실바니아 공국의 지그몬드 바토리 왕자에게서 기사 서임을 받았고, 말과 3명의 터키인의 목을 상징하는 휘장을 받았다. 하지만 1602년 타타르와 전투에서 부상을 당해 포로로 잡혀 노예로 팔려갔다. 스미스가 “우리는 시장의 동물들처럼 노예로 팔려갔다”고 기록한 바와 같이, 터키인 귀족 주인에게 스미스와 사랑에 빠진 콘스탄티노플에 있는 그리스인 연인에게로 선물로 보내달라고 요청했다. 그때 스미스는 크리미아로 끌려갔다가 그곳에서 오스만 제국의 영토를 탈출하여 모스크바 대공국으로 도망쳤고, 폴란드 리투아니아에 들어갔다. 또한 유럽과 북아프리카를 여행하다가 1604년 영국으로 돌아왔다.

## 저서

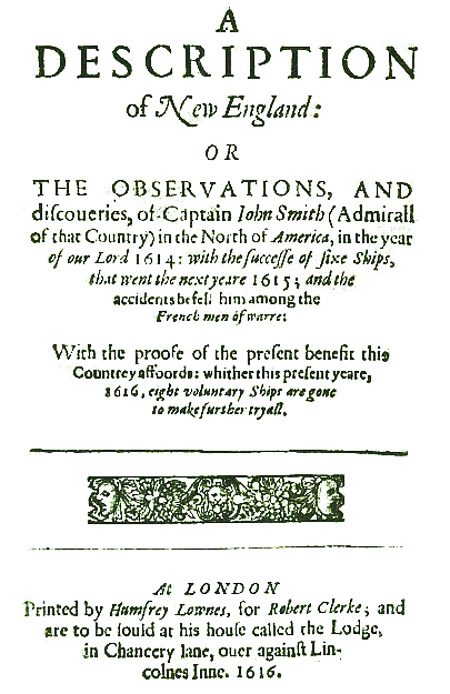
《뉴잉글랜드 해설》, 표지

- A True Relation of Such Occurrences and Accidents of Note as Happened in Virginia (1608)
- A Map of Virginia (1612)
- The Proceedings of the English Colony in Virginia (1612)
- A Description of New England (1616)
- New England's Trials (1620, 1622)
- The General History of Virginia, New England, and the Summer Isles (1624)
- An Accidence, or the Pathway to Experience Necessary for all Young Seamen (1626)
- A Sea Grammar (1627) - 영어로 된 초보 뱃사람의 사전
- The True Travels, Adventures and Observations of Captain John Smith (1630)
- Advertisements for the Unexperienced Planters of New England, or Anywhere (1631)

## 기념비
뉴 햄프셔 해안 스타도라는 작은 섬에 스미스 선장의 기념비가 있다. 현재 손상된 상태로, 1864년에 건립되었으며, 그 해는 스미스가 이 지역을 방문한 지 250주년이었다. 첫 번째 기념물은 키가 큰 기둥이 삼각형의 기초 위에 서 있으며, 정상에 가려면 화강암 기둥과 튼튼한 철 난간으로 둘러싸인 일련의 계단이 있었다. 최초의 오벨리스크 꼭대기에 3개의 얼굴이 새겨져 있으며, 스미스가 트랜에서 군인으로 싸운 기간에 잡은 3명의 터키인의 머리를 상징했다.
1914년 뉴햄프셔 식민지 전쟁 협회가 300주년을 기념하기 위해 기념비를 부분적으로 보수하여 다시 재건한했다. 그러나 이 기념물은 거친 해안의 겨울에 노출되어 파손이 심하고 화강암에 새겨진 비문은 거의 닳아 버렸다.

## 문학
디즈니의 1995년 영화 《포카혼타스》와 비디오 속편 《포카혼 타스 II, 신세계로의 여행》에서 존 스미스는 주역의 한 사람이다. 성우는 멜 깁슨, 이어 속편에서는 그 동생 도널 깁슨이 맡았다. 인디언 단체는 스미스가 왕자 역으로 등장하는 모습에 거세게 반발하고 현재도 비판을 계속하고 있다.
스미스는 테런스 맬릭의 2005년 영화 《신세계》New World)에서도 중심인물이며, 배역은 콜린 패럴이었다.

## 같이 보기
- 버지니아 식민지
- 제임스타운 거주지
- 포우하탄 부족